# Ophiorrhiza tenuis
Ophiorrhiza tenuis är en måreväxtart som beskrevs av Henry Nicholas Ridley. Ophiorrhiza tenuis ingår i släktet Ophiorrhiza och familjen måreväxter. Inga underarter finns listade i Catalogue of Life.